# Девескельское ущелье

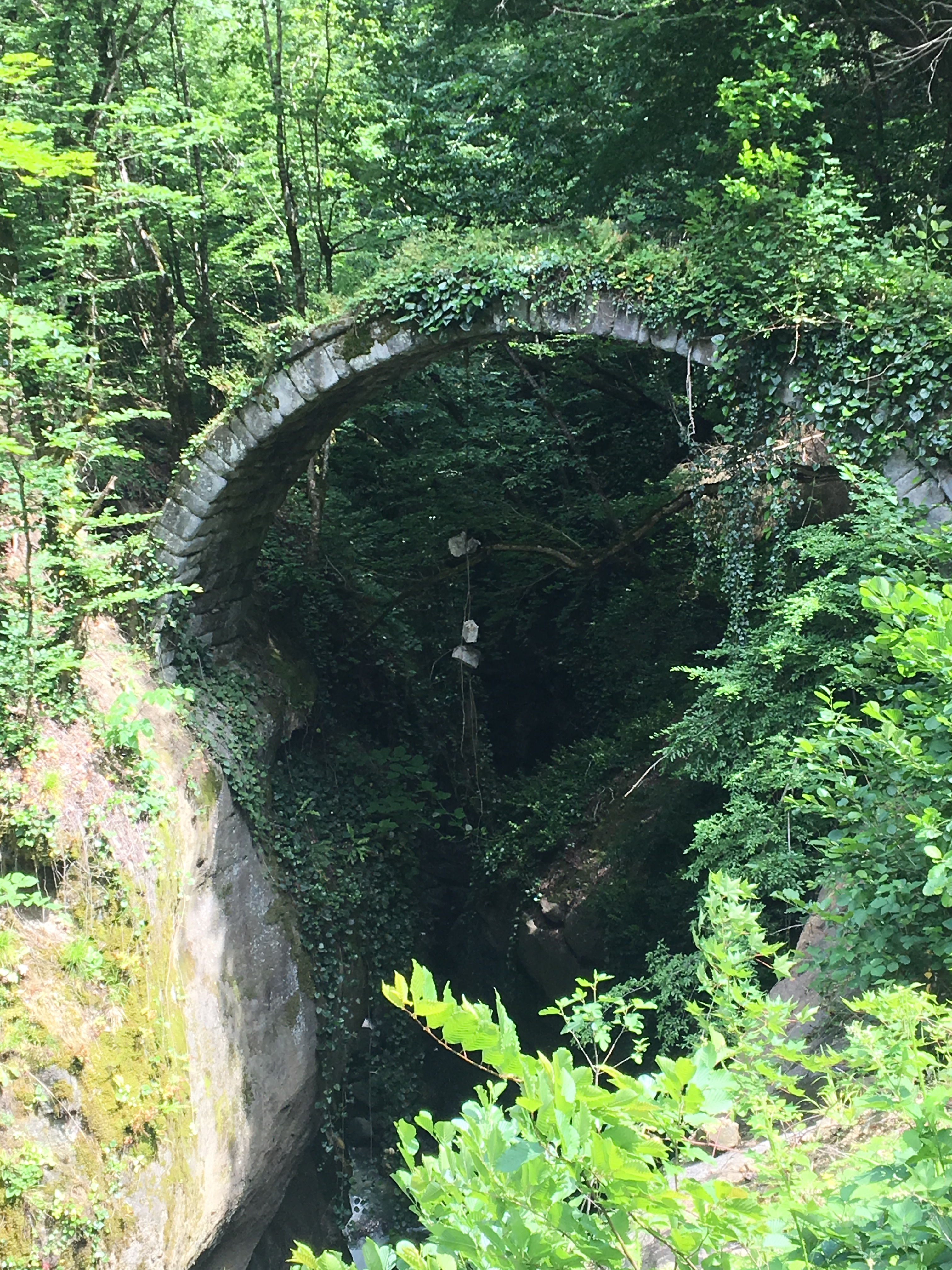
Мост Банакна, построенный в XII веке в период Грузинского царства. Расположен в ныне существующем квартале Янгын деревни Аладжа, на одном из притоков реки Девискел. Сохранился в хорошем состоянии.

Девескельское ущелье (груз. დევისყელის ხეობა) — долина в турецкой провинции Артвин, в районе Борчка, образованная рекой Девискел и её притоками. Название «Девискел» (или «Девискели») относится не только к ущелью и реке, но также к прежнему названию деревни Кайнарджа, расположенной в пределах той же административной единицы.
Топоним «Девискели» имеет грузинское происхождение. В османских источниках встречаются варианты «Девискал» (осман. دویسقال‎) и «Девискел» (осман. دهويسكل‎). Эти формы, вероятно, происходят от грузинских выражений груз. დევის წყალი (девис цхали, «вода великана») или груз. დევის ყელი (девис кели, «ущелье великана»). Подобные мифологические названия — например, Чинкури (груз. ჭინკური) в деревне Каршикёй или Сачинке (груз. საჭინკე) в деревне Ахлат — указывают на широкое распространение фольклорных мотивов в регионе Кларджети.
Девескельское ущелье охватывает обширную территорию и является одним из ключевых географических объектов бассейна реки Чорох. В средние века, будучи частью исторической области Кларджети, оно играло важную роль благодаря разветвлённой сети дорог и укреплённой инфраструктуре. Через долину пролегали важные торговые и военные пути, строились мосты и церкви. Сохранившиеся до наших дней каменные однопролётные мосты свидетельствуют о значимости этих маршрутов. Один из таких путей начинался в Борчке и проходил через поселения Банакна, Санатиси, Квинтаури, Бугарети, Шакарети, Багини, Керцниа, Курдиди, а далее — к предгорьям хребта Карчхал, охватывая местности Багини, Адагули, Тетрискари, Шуахеви, Девискели и Класкури. Из этих высокогорных пастбищ тропы вели в долину Мачахели, регионы Шавшети и Имерхеви.
По сведениям грузинского исследователя Закарии Чичинадзе, посетившего Кларджети в начале 1890-х годов, длина Девескельского ущелья составляла около 40 километров. Оно заканчивалось у подножия горного массива к северу от хребта Карчхал, вершина которого была известна под названием «Паца-мта» (груз. პაწა-მთა, «малая гора»). Флора долины отличалась разнообразием: здесь росли груши, яблони, ореховые деревья и виноград. В деревне Отинго, у подножия Паца-мта, находился термальный источник, который активно использовался мусульманами-грузинами в лечебных целях. По наблюдениям Чичинадзе, местные жители говорили на джавахском диалекте, что объяснялось историческими миграциями: в османский период часть населения ущелья была депортирована, а на их место переселили выходцев из района Ахалцихе.